# Біргіц
Біргіц (нім. Birgitz) —  громада округу Інсбрук-Ланд у землі Тіроль, Австрія.
Біргіц лежить на висоті  859 м над рівнем моря і займає площу  4,78 км². Громада налічує 1324 мешканців. 
Густота населення 277/км².  
Громада Біргіц розташована на південний схід від Інсбурка на відстані приблизно 10 км, біля підніжжя гори Кальккегль. Ріст населення в останні роки призвів до злиття з Гетценсом.
|                                 |
| Біргіц на мапі округу та землі. |

 Адреса управління громади: Dorfplatz 1, 6092 Birgitz. 

## Демографія
Історична динаміка населення міста за даними сайту Statistik Austria

## Виноски
1. ↑  Dauersiedlungsraum der Gemeinden Politischen Bezirke und Bundesländer - Gebietsstand 1.1.2018 — Статистичне управління Австрії.
2. ↑  https://www.statistik.at/blickgem/blick1/g70306.pdf
3. ↑  Gemeindedaten von Birgitz. Архів оригіналу за 12 січня 2016. Процитовано 16 липня 2013.

| Австрія | Це незавершена стаття з географії Австрії. Ви можете допомогти проєкту, виправивши або дописавши її. |